# Španělská hymna
Hymna Španělska je píseň La Marcha Real (česky Královský pochod). Dodnes je jednou z několika státních hymen beze slov.
Španělská hymna je jednou z nejstarších evropských hymen a její původ není známý. První zmínka o ní je roku 1761 v knize Manuela de Espinosy (Libro de Ordenanza de los toques militares de la Infantería Española — Řád vojenské signalizace ve španělské pěchotě). Píseň je zde nazvána La Marcha Grenadera („Pochod gránátníků“), autor písně nebyl zjištěn.
V roce 1770, král Carlos III. uznal píseň Marcha Grenadera jako oficiální sváteční pochod, který se mohl používat při veřejných událostech a ceremoniích. Protože byla vždy hrávána při veřejných událostech spojených s královskou rodinou, Španělé začali píseň Marcha Grenadera považovat jako svoji národní hymnu a začali ji nazývat Marcha Real, čili „Královský pochod“.
Za druhé španělské republiky (1931–1939) byla La Marcha Real nahrazena písní El Himno de Riego. Ke konci občanské války nicméně Francisco Franco znovu zavedl jako národní hymnu píseň La Marcha Real, jen pod jejím starým názvem La Marcha Grenadera.
Nynější verze byla uznána v roce 1978 po návratu ke konstituční monarchii. V říjnu 1997 byla královským dekretem upraveno používání písně Marcha Real jako národní hymny ve Španělsku.
Před Letními olympijskými hrami 2008 uspořádal Španělský olympijský výbor veřejnou soutěž na slova hymny, aby ji španělští sportovci mohli také zpívat. Vypsání soutěže souviselo i se zájmem Madridu o uspořádání Letních olympijských her 2016. Nakonec však nebyla žádná verze textu přijata a hymna zůstala beze slov.

## Text hymny
To, že píseň Marcha Real dnes nemá slova, neznamená, že je nikdy dřív neměla. Jedna verze byla používána během vlády Alfonsa XIII. a další byla používána během diktatury generalissima Franca, nicméně žádná z nich nikdy nebyla oficiální.

### Verze používaná během vlády Alfonsa XIII.
Slova: Eduardo Marquina
 Marcha Real, Eduardo Marquina 
| Gloria, gloria, corona de la Patria, soberana luz que es oro en tu Pendón. Vida, vida, futuro de la Patria, que en tus ojos es abierto corazón. Púrpura y oro: bandera inmortal; en tus colores, juntas, carne y alma están. Púrpura y oro: querer y lograr; Tú eres, bandera, el signo del humano afán. Gloria, gloria, corona de la Patria, soberana luz que es oro en tu Pendón. Púrpura y oro: bandera inmortal; en tus colores, juntas, carne y alma están. | Sláva, sláva, veličenstvo země svrchovanost světla Vaše standarta je vyrobena ze zlata Život, život, budoucnost země ve Vašich očích to je otevřené srdce Fialová a zlatá: nesmrtelný prapor; ve Vašich barvách, spolu, smysly a duše. fialová a zlatá: chtění a docílení; Vy jste prapor, znak lidského úsilí. Sláva, Sláva, veličenstvo země svrchovanost světla Vaše standarta je vyrobena ze zlata Fialová a zlatá: nesmrtelný prapor; ve Vašich barvách, spolu, smysly a duše. |

### Verze používaná během diktatury generalissima Franca
Slova: José María Pemán:
| ¡Viva España! Alzad los brazos, hijos del pueblo español, que vuelve a resurgir. Gloria a la Patria que supo seguir, sobre el azul del mar el caminar del sol. ¡Triunfa España! Los yunques y las ruedas cantan al compás del himno de la fe. Juntos con ellos cantemos de pie la vida nueva y fuerte de trabajo y paz. | Ať žije Španělsko! Zvedněte ruce, synové španělského lidu, který znovu povstane. Sláva zemi, která věděla, jak následovat přes modré moře cestu slunce. Vítězství Španělsku! kovadliny a děla zpívají do taktu hymny víry. Spolu s nimi zpívejme vstoje nový a silný život pro práci a mír. |